# Discografia degli Enter Shikari
La discografia degli Enter Shikari, gruppo musicale britannico attivo dal 2003, si compone di sette album in studio, quattro raccolte, un album di remix, undici album dal vivo, undici EP e quarantatre singoli.
Il loro album di debutto Take to the Skies, pubblicato nel 2007, debutta direttamente alla quarta posizione nel Regno Unito, diventando il primo album di debutto pubblicato da un gruppo indipendente a raggiungere tale risultato e ricevendo in seguito il disco d'oro per le numerose vendite. Dopo la raccolta The Zone nel 2009 viene pubblicato il secondo album di inediti Common Dreads, che riscuote buone vendite nel Regno Unito, seppur non al livello di quelle di Take to the Skies. Nello stesso anno viene inaugurata, con l'uscita di Live at Milton Keynes, una serie di bootleg ufficiali a cadenza più o meno annuale. L'anno successivo esce la seconda raccolta del gruppo, Tribalism.
Nel 2012 viene pubblicato il terzo album in studio della band, intitolato A Flash Flood of Colour, che come Take to the Skies debutta al quarto posto della Official Albums Chart, oltre ad ottenere un discreto successo anche negli Stati Uniti d'America e in Australia. Nel 2015 esce il quarto album di inediti del gruppo, The Mindsweep, che debutta alla sesta posizione della Official Albums Charts e ottiene il plauso della critica internazionale. Dello stesso anno è l'album di remix The Mindsweep: Hospitalised.
Nel 2017 esce il quinto album in studio The Spark, quinto nella Official Albums Chart. Nel 2020 il sesto album di inediti Nothing Is True & Everything Is Possible è il primo del gruppo a raggiungere il secondo posto nella classifica britannica. L'anno successivo viene pubblicata una raccolta di brani registrati durante la pandemia di COVID-19, intitolata Moratorium (Broadcasts from the Interruption).
Nel 2023 viene pubblicato il settimo album di inediti A Kiss for the Whole World, che debutta direttamente alla prima posizione della Official Albums Charts diventando così l'album dal miglior debutto commerciale del gruppo.

## Album

### Album in studio
| Anno | Titolo | Classifiche | Classifiche | Classifiche | Classifiche | Classifiche | Classifiche | Classifiche | Classifiche | Classifiche | Classifiche | Certificazioni |
| Anno | Titolo | UK          | UK Rock     | AUS         | AUT         | BEL         | DEU         | JPN         | IRL         | NLD         | USA         | Certificazioni |
| ---- | --- | ----------- | ----------- | ----------- | ----------- | ----------- | ----------- | ----------- | ----------- | ----------- | ----------- | -------------- |
| 2007 | Take to the Skies - Pubblicato: 19 marzo 2007 - Etichetta: Ambush Reality - Formato: CD, CD+DVD, LP, download digitale                                               | 4           | 1           | —           | —           | 89          | 93          | 31          | 26          | —           | —           | - UK: Oro      |
| 2009 | Common Dreads - Pubblicato: 15 giugno 2009 - Etichetta: Ambush Reality - Formato: CD, CD+DVD, LP, download digitale                                                  | 16          | —           | 55          | —           | 94          | 96          | 77          | —           | —           | —           | - UK: Argento  |
| 2012 | A Flash Flood of Colour - Pubblicato: 9 gennaio 2012 - Etichetta: Ambush Reality, Hopeless Records - Formato: CD, CD+DVD, LP, download digitale                      | 4           | 1           | 32          | 35          | 42          | 23          | 81          | 69          | 74          | 67          | - UK: Argento  |
| 2015 | The Mindsweep - Pubblicato: 14 gennaio 2015 - Etichetta: Ambush Reality, Hopeless Records - Formato: CD, CD+DVD, LP, CD+LP+DVD, CD+LP+2 DVD, download digitale       | 6           | 2           | 19          | 29          | 68          | 17          | 142         | 59          | 26          | 116         |                |
| 2017 | The Spark - Pubblicato: 22 settembre 2017 - Etichetta: Ambush Reality - Formato: CD, LP, MC, download digitale                                                       | 5           | 2           | 56          | 50          | 68          | 60          | —           | —           | 101         | —           |                |
| 2020 | Nothing Is True & Everything Is Possible - Pubblicato: 17 aprile 2020 - Etichetta: Ambush Reality, SO Recordings - Formato: CD, LP, MC, download digitale            | 2           | 1           | —           | 50          | 80          | 35          | —           | —           | —           | —           |                |
| 2023 | A Kiss for the Whole World - Pubblicato: 21 aprile 2023 - Etichetta: Ambush Reality, SO Recordings - Formato: CD, LP, MC, 2 CD+DVD, 2 LP+7", 2 MC, download digitale | 1           | 1           | 49          | —           | —           | 13          | —           | —           | —           | —           |                |

### Album di remix
| Anno | Titolo | Classifiche | Classifiche |
| Anno | Titolo | UK          | UK Dance    |
| ---- | --- | ----------- | ----------- |
| 2015 | The Mindsweep: Hospitalised - Pubblicato: 30 ottobre 2015 - Etichetta: Ambush Reality, Hospital Records - Formato: CD, LP, download digitale | 68          | 10          |

### Album dal vivo
| Anno | Titolo | Classifiche | Classifiche |
| Anno | Titolo | UK          | UK Rock     |
| ---- | --- | ----------- | ----------- |
| 2009 | Live at Milton Keynes - Bootleg Series Volume 1 - Pubblicato: 15 giugno 2009 - Etichetta: Ambush Reality - Formato: CD                                                           | —           | —           |
| 2010 | Live at Rock City 2009 - Bootleg Series Vol. 2 - Pubblicato: 22 febbraio 2010 - Etichetta: Ambush Reality - Formato: CD, LP                                                      | —           | 16          |
| 2011 | Live from Planet Earth - Bootleg Series Volume 3 - Pubblicato: 8 luglio 2011 - Etichetta: Ambush Reality - Formato: CD, CD+DVD, download digitale                                | 197         | —           |
| 2012 | Live in London. W6. March 2012. - Bootleg Series Volume 4 - Pubblicato: 10 dicembre 2012 - Etichetta: Ambush Reality - Formato: LP+DVD, download digitale                        | —           | —           |
| 2013 | Live in the Barrowland (Bootleg Series Vol. 5) - Pubblicato: 7 dicembre 2013 - Etichetta: Ambush Reality, Hopeless Records - Formato: CD+DVD                                     | —           | —           |
| 2016 | Live at Deezer - Pubblicato: 20 aprile 2016 - Etichetta: Ambush Reality - Formato: download digitale                                                                             | —           | —           |
| 2016 | Live at Alexandra Palace - Pubblicato: 18 novembre 2016 - Etichetta: Ambush Reality, Hopeless Records - Formato: CD, LP, download digitale                                       | 93          | 6           |
| 2019 | Take to the Skies: Live in Moscow - Pubblicato: 15 febbraio 2019 - Etichetta: Ambush Reality - Formato: LP, LP+USB, download digitale                                            | —           | 6           |
| 2019 | Live at Alexandra Palace 2 - Pubblicato: 15 febbraio 2019 - Etichetta: Ambush Reality - Formato: LP, LP+USB, download digitale                                                   | —           | 4           |
| 2020 | The Last Spark: Live at Ancienne Belgique, Brussels. May 2019. Bootleg Series Vol. 11 - Pubblicato: 3 luglio 2020 - Etichetta: Ambush Reality - Formato: 2 LP, download digitale | —           | 13          |
| 2025 | Live at Wembley - Pubblicato: 11 luglio 2025 - Etichetta: Ambush Reality, SO Recordings - Formato: CD+BD, LP+BD, download digitale                                               | —           | —           |

### Raccolte
| Anno | Titolo | Classifiche | Classifiche |
| Anno | Titolo | UK          | UK Rock     |
| ---- | --- | ----------- | ----------- |
| 2007 | The Zone - Pubblicato: 12 novembre 2007 - Etichetta: Ambush Reality - Formato: CD, download digitale                                                       | —           | 3           |
| 2010 | Tribalism - Pubblicato: 22 febbraio 2010 - Etichetta: Ambush Reality - Formato: CD, download digitale                                                      | 63          | 3           |
| 2021 | Moratorium (Broadcasts from the Interruption) - Pubblicato: 16 aprile 2021 - Etichetta: Ambush Reality, SO Recordings - Formato: CD, LP, download digitale | —           | 6           |
| 2024 | Dancing on the Frontline - Pubblicato: 5 luglio 2024 - Etichetta: Ambush Reality, SO Recordings - Formato: CD+BD, LP+BD, download digitale                 | —           | 1           |

## Extended play
| Anno | Titolo | Classifiche | Classifiche |
| Anno | Titolo | UK Physical | UK Rock     |
| ---- | --- | ----------- | ----------- |
| 2003 | Nodding Acquaintance - Pubblicato: giugno 2003 - Etichetta: indipendente - Formato: CD                                      | —           | —           |
| 2003 | Sorry You're Not a Winner - Pubblicato: 2003 - Etichetta: indipendente - Formato: CD                                        | —           | —           |
| 2004 | Anything Can Happen in the Next Half Hour... - Pubblicato: 2004 - Etichetta: indipendente - Formato: CD, 7"                 | —           | —           |
| 2012 | Rout Remixes - Pubblicato: 16 gennaio 2012 - Etichetta: Ambush Reality - Formato: 7"                                        | —           | —           |
| 2012 | Live in London NW5 2012. EP - Pubblicato: 18 maggio 2012 - Etichetta: Ambush Reality - Formato: download digitale           | —           | —           |
| 2013 | Rat Race - Pubblicato: 4 novembre 2013 - Etichetta: Ambush Reality, Hopeless Records - Formato: 12", download digitale      | 5           | —           |
| 2015 | Covers - Pubblicato: 5 dicembre 2015 - Etichetta: Ambush Reality - Formato: 7", download digitale                           | 5           | —           |
| 2016 | Live & Acoustic at Alexandra Palace - Pubblicato: 1º febbraio 2016 - Etichetta: Ambush Reality - Formato: download digitale | —           | —           |
| 2017 | Live Slow. Die Old. - Pubblicato: 22 settembre 2017 - Etichetta: Ambush Reality - Formato: 12"                              | 83          | 20          |
| 2018 | Bootleg Series Volume 8 - Pubblicato: 16 luglio 2018 - Etichetta: Ambush Reality - Formato: CD                              | —           | —           |
| 2023 | From Nothing - Pubblicato: 10 novembre 2023 - Etichetta: Audiotree - Formato: download digitale                             | —           | —           |

## Singoli
| Anno | Titolo                                                     | Classifiche | Classifiche | Classifiche | Classifiche | Certificazioni | Album di provenienza                     |
| Anno | Titolo                                                     | UK          | UK Rock     | UK Ind.     | UK Physical | Certificazioni | Album di provenienza                     |
| ---- | ---------------------------------------------------------- | ----------- | ----------- | ----------- | ----------- | -------------- | ---------------------------------------- |
| 2006 | Mothership                                                 | 151         | —           | —           | —           |                | /                                        |
| 2006 | Sorry You're Not a Winner/OK Time for Plan B               | 114         | —           | —           | 7           | - UK: Argento  | Take to the Skies                        |
| 2007 | Anything Can Happen in the Next Half Hour...               | 27          | 1           | 1           | 10          |                | Take to the Skies                        |
| 2007 | Jonny Sniper                                               | 75          | 2           | 3           | 13          |                | Take to the Skies                        |
| 2008 | We Can Breathe in Space, They Just Don't Want Us to Escape | 80          | 1           | 3           | 15          |                | /                                        |
| 2009 | Juggernauts                                                | 28          | —           | —           | 2           |                | Common Dreads                            |
| 2009 | No Sleep Tonight                                           | 63          | 2           | —           | 9           |                | Common Dreads                            |
| 2010 | Thumper                                                    | —           | 7           | —           | —           |                | Tribalism                                |
| 2010 | Destabilise                                                | 65          | 1           | —           | 17          |                | /                                        |
| 2011 | Quelle Surprise                                            | 113         | 5           | 15          | 16          |                | /                                        |
| 2011 | Sssnakepit                                                 | 62          | 1           | 11          | —           |                | A Flash Flood of Colour                  |
| 2011 | Gandhi Mate, Gandhi                                        | 112         | 3           | 10          | —           |                | A Flash Flood of Colour                  |
| 2012 | Arguing with Thermometers                                  | —           | 9           | 37          | —           |                | A Flash Flood of Colour                  |
| 2012 | Warm Smiles Do Not Make You Welcome Here                   | —           | 17          | 47          | 4           |                | A Flash Flood of Colour                  |
| 2013 | The Paddington Frisk                                       | 128         | —           | 18          | —           |                | Rat Race                                 |
| 2013 | Radiate                                                    | 79          | 3           | 9           | —           |                | Rat Race                                 |
| 2013 | Rat Race                                                   | 77          | 2           | 10          | —           |                | Rat Race                                 |
| 2014 | The Last Garrison                                          | —           | 9           | 21          | —           |                | The Mindsweep                            |
| 2015 | Anaesthetist                                               | —           | 9           | 17          | —           |                | The Mindsweep                            |
| 2015 | Slipshod                                                   | —           | —           | —           | —           |                | The Mindsweep                            |
| 2015 | Slipshod (Urbandawn Remix)                                 | —           | —           | —           | 3           |                | The Mindsweep: Hospitalised              |
| 2016 | Redshift                                                   | —           | 14          | 37          | —           |                | /                                        |
| 2016 | Hoodwinker                                                 | —           | 28          | —           | —           |                | /                                        |
| 2017 | Supercharge (feat. Big Narstie)                            | —           | —           | —           | —           |                | /                                        |
| 2017 | Live Outside                                               | —           | 21          | —           | —           |                | The Spark                                |
| 2017 | Rabble Rouser                                              | —           | 40          | —           | —           |                | The Spark                                |
| 2017 | Undercover Agents                                          | —           | —           | —           | —           |                | The Spark                                |
| 2017 | The Sights                                                 | —           | —           | —           | —           |                | The Spark                                |
| 2018 | Take My Country Back                                       | —           | —           | —           | —           |                | The Spark                                |
| 2019 | Stop the Clocks                                            | —           | —           | —           | 81          |                | /                                        |
| 2020 | The Dreamer's Hotel                                        | —           | 24          | —           | —           |                | Nothing Is True & Everything Is Possible |
| 2020 | The King                                                   | —           | —           | —           | —           |                | Nothing Is True & Everything Is Possible |
| 2020 | T.I.N.A.                                                   | —           | —           | —           | —           |                | Nothing Is True & Everything Is Possible |
| 2020 | The Great Unknown                                          | —           | —           | —           | —           |                | Nothing Is True & Everything Is Possible |
| 2020 | Satellites                                                 | —           | —           | —           | —           |                | Nothing Is True & Everything Is Possible |
| 2022 | The Void Stares Back (feat. Wargasm)                       | —           | —           | —           | —           |                | /                                        |
| 2022 | Bull (feat. Cody Frost)                                    | —           | —           | —           | —           |                | /                                        |
| 2023 | (Pls) Set Me on Fire                                       | —           | —           | —           | —           |                | A Kiss for the Whole World               |
| 2023 | It Hurts                                                   | —           | —           | —           | —           |                | A Kiss for the Whole World               |
| 2023 | Bloodshot                                                  | —           | —           | —           | —           |                | A Kiss for the Whole World               |
| 2023 | Strangers (con Aviva)                                      | —           | —           | —           | —           |                | /                                        |
| 2024 | Losing My Grip (feat. Jason Aalon Butler)                  | —           | —           | —           | —           |                | /                                        |
| 2024 | Goldfish (Shikari Sound System Remix)                      | —           | —           | —           | —           |                | Dancing on the Frontline                 |

### Singoli promozionali
| Anno | Titolo                                                   | Album di provenienza    |
| ---- | -------------------------------------------------------- | ----------------------- |
| 2007 | Acid Nation                                              | /                       |
| 2007 | Kicking Back on the Surface of Your Cheek/Keep It on Ice | The Zone                |
| 2009 | Antwerpen                                                | Common Dreads           |
| 2009 | Wall (Remix)                                             | /                       |
| 2012 | Pack of Thieves                                          | A Flash Flood of Colour |
| 2015 | Torn Apart                                               | The Mindsweep           |

## Videografia

### Album video
| Anno | Titolo e provenienza |
| ---- | --- |
| 2007 | Live at the Astoria - Edizione limitata di Take to the Skies - Formato: DVD |
| 2011 | Live from Planet Earth - Bootleg Series Volume 3 - Edizione speciale di Live from Planet Earth - Bootleg Series Volume 3 - Formato: DVD                                                                               |
| 2012 | Phenakistiscope - Edizione limitata di A Flash Flood of Colour - Formato: DVD |
| 2012 | Live in London. W6. March 2012. - Bootleg Series Volume 4 - Edizione limitata di Live in London. W6. March 2012. - Bootleg Series Volume 4 - Formato: DVD                                                             |
| 2013 | Live in the Barrowland (Bootleg Series Vol. 5) - Edizione standard di Live in the Barrowland (Bootleg Series Vol. 5) - Formato: DVD                                                                                   |
| 2015 | Live at A2 St. Petersburg, Russia - Bootleg Series Volume 6 - Edizione deluxe di The Mindsweep, poi pubblicato anche singolarmente - Formato: DVD                                                                     |
| 2015 | Live at Woodstock, Poland 2013 + Live at Download Festival, UK 2013 - Edizione deluxe di The Mindsweep - Formato: DVD                                                                                                 |
| 2019 | Live at Alexandra Palace 2 + Live in Moscow - Edizione standard di Live at Alexandra Palace 2 + Live in Moscow ed edizioni bundle di Live at Alexandra Palace 2 e di Take to the Skies: Live in Moscow - Formato: USB |
| 2023 | Live at Alexandra Palace 3 - Bootleg Series Volume 12 - Edizione limitata di A Kiss for the Whole World - Formato: DVD                                                                                                |
| 2024 | Bootleg Series Vol. 13 - Edizione standard di Dancing on the Frontline - Formato: BD |

### Video musicali
| Anno | Titolo                                                     | Regista                   |
| ---- | ---------------------------------------------------------- | ------------------------- |
| 2004 | Anything Can Happen in the Next Half Hour...               | sconosciuto               |
| 2006 | Mothership                                                 | Sam Crack                 |
| 2006 | Sorry You're Not a Winner                                  | Alex Smith                |
| 2007 | Anything Can Happen in the Next Half Hour...               | Lawrence Hardy            |
| 2007 | Johnny Sniper                                              | Gavin Free                |
| 2008 | We Can Breathe in Space, They Just Don't Want Us to Escape | Alex Smith                |
| 2009 | Juggernauts                                                | Shane Davey               |
| 2009 | No Sleep Tonight                                           | Shane Davey               |
| 2009 | Zzzonked                                                   | Bob Harlow                |
| 2010 | Thumper                                                    | Joseph Pierce             |
| 2010 | Destabilise                                                | Lawrence Hardy            |
| 2011 | Destabilise (Jonny & The Snipers Cover)                    | Kode Media                |
| 2011 | Quelle Surprise                                            | Kode Media                |
| 2011 | Destabilise (ROUT Remix)                                   | Lawrence Hardy, Judderman |
| 2011 | Sssnakepit                                                 | Kode Media                |
| 2011 | Sssnakepit (Hamilton Remix)                                | Kode Media                |
| 2012 | Arguing with Thermometers                                  | Raul Gonzo                |
| 2012 | Warm Smiles Do Not Make You Welcome Here                   | Raul Gonzo                |
| 2012 | Pack of Thieves                                            | Raul Gonzo                |
| 2013 | Hello Tyrannosaurus, Meet Tyrannicide                      | Jonathan Lindley          |
| 2013 | The Paddington Frisk                                       | Jamie Korn                |
| 2013 | Radiate                                                    | Daniel Broadley           |
| 2013 | Rat Race                                                   | Mike Lee Thomas           |
| 2014 | The Last Garrison                                          | Oleg Rooz                 |
| 2014 | Slipshod                                                   | Peter MacAdams            |
| 2015 | Anaesthetist                                               | Mike Tyler                |
| 2015 | Torn Apart                                                 | Mike Tyler                |
| 2015 | There's a Price on Your Head                               | Peter MacAdams            |
| 2015 | Anaesthetist (Reso Remix)                                  | Mike Tyler                |
| 2015 | There's a Price on Your Head (Danny Byrd Remix)            | Oleg Rooz                 |
| 2015 | There's a Price on Your Head (Jonny & The Snipers Cover)   | Rou Reynolds              |
| 2016 | Redshift                                                   | Mike Tyler                |
| 2016 | Torn Apart (Joe Ford Remix)                                | Oleg Rooz                 |
| 2016 | Hoodwinker                                                 | Matt Farman, Rou Reynolds |
| 2017 | Live Outside                                               | Bob Gallagher             |
| 2017 | Rabble Rouser                                              | Bob Gallagher             |
| 2017 | The Sights                                                 | Kristian Young            |
| 2018 | Take My Country Back                                       | Maks Graur                |
| 2018 | Undercover Agents                                          | George Cheswick           |
| 2018 | Live Outside (Shikari Sound System Remix)                  | Oleg Rooz                 |
| 2019 | Stop the Clocks                                            | Polygon                   |
| 2020 | The Dreamer's Hotel                                        | Polygon                   |
| 2020 | The Great Unknown                                          | Polygon                   |
| 2020 | T.I.N.A.                                                   | Matthew Taylor            |
| 2022 | The Void Stares Back (feat. Wargasm)                       | Elliott Gonzo             |
| 2022 | Bull (feat. Cody Frost)                                    | Elliott Gonzo             |
| 2023 | (Pls) Set Me on Fire                                       | Rou Reynolds              |
| 2023 | It Hurts                                                   | Rou Reynolds              |
| 2023 | Bloodshot                                                  | Rou Reynolds              |
| 2023 | A Kiss for the Whole World x                               | Rou Reynolds              |